# Halina Gabryel-Porowska
Halina Maria Gabryel-Porowska – polska naukowiec, doktor habilitowany nauk medycznych.

## Życiorys
W 1977 rozpoczęła pracę na Akademii Medycznej w Białymstoku. W 1982 pod kierunkiem dra hab. Ryszarda Farbiszewskiego z Zakładu Chemii Nieorganicznej i Analitycznej obroniła pracę doktorską "Fizyko-chemiczna i biologiczna charakterystyka peptydów cytosolu komórek raka wysiękowego Ehrlicha" uzyskując stopień naukowy doktora nauk medycznych. W 2005 na podstawie osiągnięć naukowych i złożonej rozprawy "Ekspresja mucyny MUC1 w komórkach nowotworowych hodowanych in vitro i jej rola w adhezji komórek do składników macierzy pozakomórkowej" uzyskała stopień naukowy doktora habilitowanego nauk medycznych.
W latach 2008–2014 była kierownikiem Zakładu Chemii Medycznej UMB, obecnie jest tam zatrudniona na stanowisku adiunkta.